# Kadi (Impero ottomano)
Il kadi o cadi (in arabo قاضي‎?, qāḍī; in turco kadı) era un funzionario dell'Impero ottomano. Il termine kadi si riferisce ai giudici che presiedono le questioni in conformità alla legge islamica, ma nell'Impero ottomano il kadi divenne anche una parte cruciale della gerarchia amministrativa dell'autorità centrale. Dopo che Maometto II codificò il suo kanun, i kadi si affidarono a questa legge secolare dinastica, ai costumi locali e la sharia, la legge divina islamica, per guidare le loro decisioni. Oltre a giudicare su questioni penali e civili, il kadi sovrintendeva all'amministrazione delle istituzioni religiose ed era il tutore legale degli orfani e di altri soggetti in assenza di tutore. Sebbene i musulmani, in particolare gli uomini musulmani, possedessero uno status più elevato alla corte del kadi, anche i non musulmani e gli stranieri potevano accedere al sistema giudiziario. All'interno del sistema amministrativo provinciale ottomano, noto come timar, il kadi fungeva da importante figura di controllo sul potere della classe militare. Nonostante l'indiscussa autorità del sultano, i kadi possedevano un certo grado di autonomia nelle loro decisioni.
Il territorio di un kadi era chiamato kadiluk; potevano esserci diversi kadiluk in una provincia (sangiaccato o sanjak). Ogni sotto-provincia o kaza, governata da un caimacam, aveva un kadı (sebbene non tutti i kadı fossero assegnati a una kaza e i confini si spostavano nel tempo).

## Relazione con il sistema timar
L'impero ottomano era governato attraverso una gerarchia dall'alto verso il basso con l'intera l'autorità che alla fine risiedeva sul sultano. Quando l'impero iniziò ad acquisire in modo aggressivo vasti territori con popolazioni diverse, l'autorità imperiale adottò il sistema timar per governare queste aree e promuovere una costante fonte di entrate fiscali. Scegliendo tra i membri degli ulema (religiosi e giuristi), i berat del sultano nominavano un kadi in un distretto. All'interno di ogni distretto, un bey della classe militare svolgeva l'autorità esecutiva del sultano mentre il kadi rappresentava la sua autorità legale. La divisione del potere tra queste due autorità produsse un delicato equilibrio: il bey aveva bisogno del giudizio di un kadi per punire un suddito e il kadi non poteva eseguire le proprie decisioni.  Secondo Amy Singer, "Fu a loro che i contadini portarono le loro denunce di comportamenti abusivi subiti per mano dei sipahi e di altri". Sebbene i kadi abusassero spesso della loro autorità, la divisione del potere consentiva alla classe dei contribuenti di affrontare le proprie lamentele senza coinvolgere la lontana autorità imperiale. Il potere conferito ai kadi permise loro di proteggere la legittimità del sistema timar assicurando anche la base imponibile dell'impero.

## Autonomia deikadi
La delega del potere ai kadi da parte del sultano conferiva alcune libertà, specialmente riguardo alla loro applicazione della legge, ma riaffermava anche l'autorità del sultano. Come notato da Ronald Jennings, “L'autorità imperiale avrebbe potuto facilmente oscurare o soffocare l'autorità e l'iniziativa dei kadi. La Porta nominava i kadi e li licenziava a suo piacimento, fissava i limiti delle unità amministrative giudiziarie e teneva una regolare corrispondenza con i suoi kadi. Non molti kadi avrebbero osato tentare la volontà imperiale, e ancor meno avrebbero potuto resistere alla sua ira". I kadi seguivano gli ordini del sultano e della sua corte pur mantenendo l'autonomia nelle loro decisioni. A causa di tale autonomia, i kadi svolsero un ruolo importante nell'avviare il cambiamento nella giurisprudenza ottomana. Le sentenze di un kadi non si estendevano oltre i singoli casi, ma il modo in cui applicavano le leggi influenzava spesso l'interpretazione della legge da parte dell'autorità imperiale. Ad esempio, i giudizi dei kadi su alcune dotazioni di denaro (waqf), che erano esaminate a causa del collegamento con gli interessi e l'usura, contribuirono alla fine a legittimarne la pratica. La misura in cui un kadi poteva affermare la propria indipendenza rimane poco chiara, ma ebbero abbastanza margine di manovra per aiutare a guidare lo sviluppo del diritto ottomano.